# Parapanoploea recessa
Parapanoploea recessa is een vlokreeftensoort uit de familie van de Iphimediidae. De wetenschappelijke naam van de soort is voor het eerst geldig gepubliceerd in 1988 door Andres.